# 祖国党 (利比亚)
祖国党或利比亚国家党（阿拉伯语：‎，或）是一个利比亚伊斯兰主义政党，创建于内战结束后的2011年11月。

## 简介
该党由具备影响力的沙拉菲派（Salafi）教士Ali al-Sallabi所领导。其成员包括Abdelhakim Belhadj, Mahmoud Hamza, Ali Zeidan 和 Mansour Saif Al-Nasar。
该党宣扬追求“现代”的伊斯兰民主。不过却要求根据伊斯兰教法来制订国家新宪法。该党表示在利比亚全国27个城市设有分支机构。
阿拉伯词 waṭan 可以翻译成“国家”或“祖国”。

## 议会选举
在2012年利比亚国民议会选举中，该党未获得政党席位。